# 25793 Chrisanchez
25793 Chrisanchez è un asteroide della fascia principale. Scoperto nel 2000, presenta un'orbita caratterizzata da un semiasse maggiore pari a 2,9251528 UA e da un'eccentricità di 0,0834385, inclinata di 1,22536° rispetto all'eclittica.